# Scarpiera

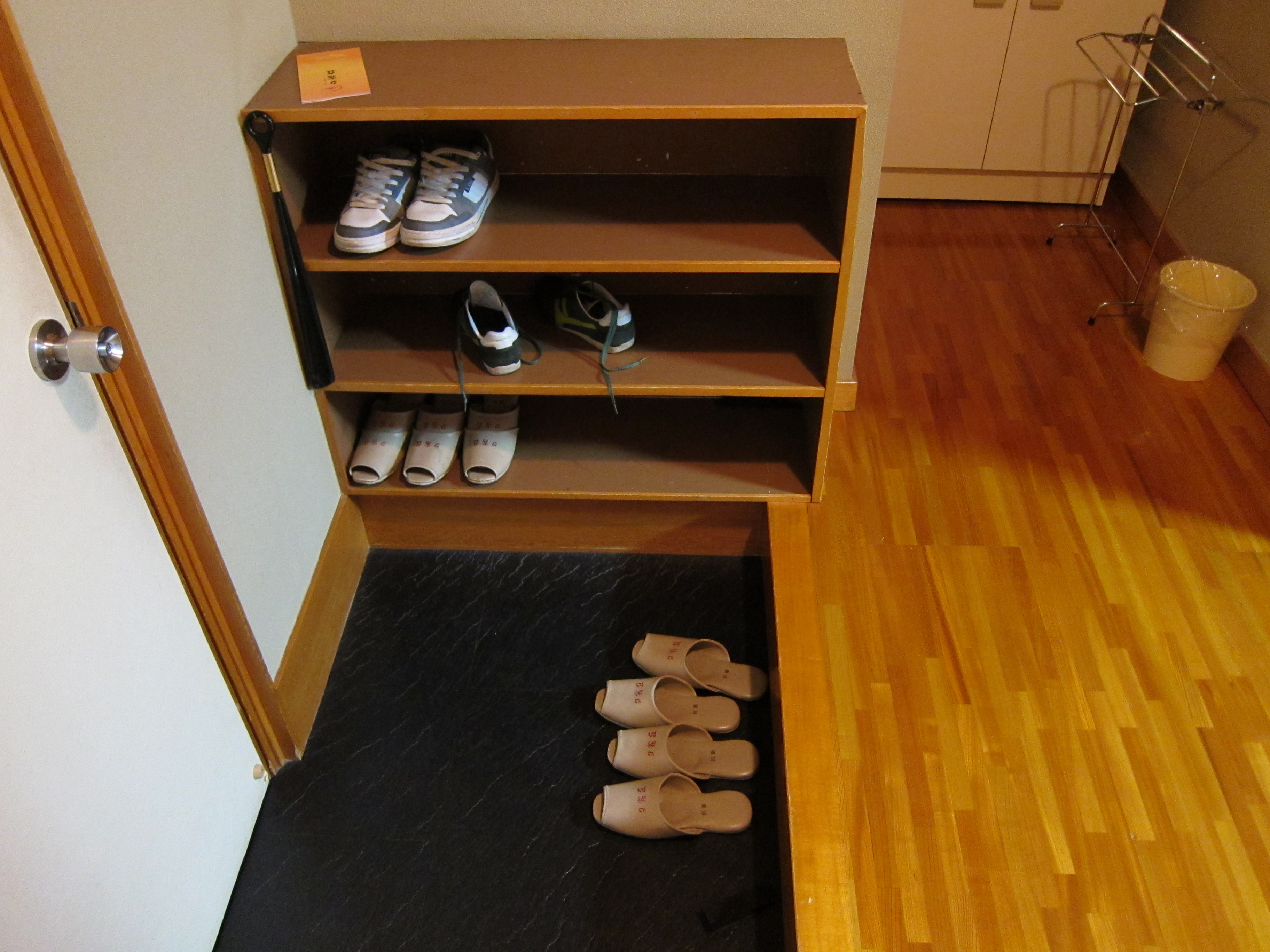
Una scarpiera giapponese, dove è chiamata getabako.

La scarpiera è un armadietto a più ripiani in cui si ripongono le scarpe. Con lo stesso termine, si indica la custodia in pelle, plastica o tela a più scomparti per il trasporto delle calzature in viaggio o per ternerle in casa in ordine, al riparo della polvere.

## Etimologia
Il termine scarpiera deriva da scarpa (indumento), a sua volta derivante dal tema skarpa di lingua germanica imprecisata (cfr. alto tedesco antico skrapa)

## Storia
La comparsa della scarpiera si ha in Giappone, dove si chiama getabako, ed è da vedere come il manufatto che ha fornito la risposta igienica e funzionale all'usanza di togliere le scarpe prima di entrare in casa, usanza che i giapponesi praticano almeno dall'età preistorica, quando le abitazioni erano fabbricate a diversi metri d'altezza dal terreno.

## Curiosità
Mobile poco raccontato in letteratura, la scarpiera ha trovato il suo cantore nello scrittore Giorgio Manganelli, il quale, mettendola in relazione al suo contenuto, ne ha fatto oggetto di un elaborato ossimoro: "affollata, sedentaria scarpiera".